# Filiberto Pascale

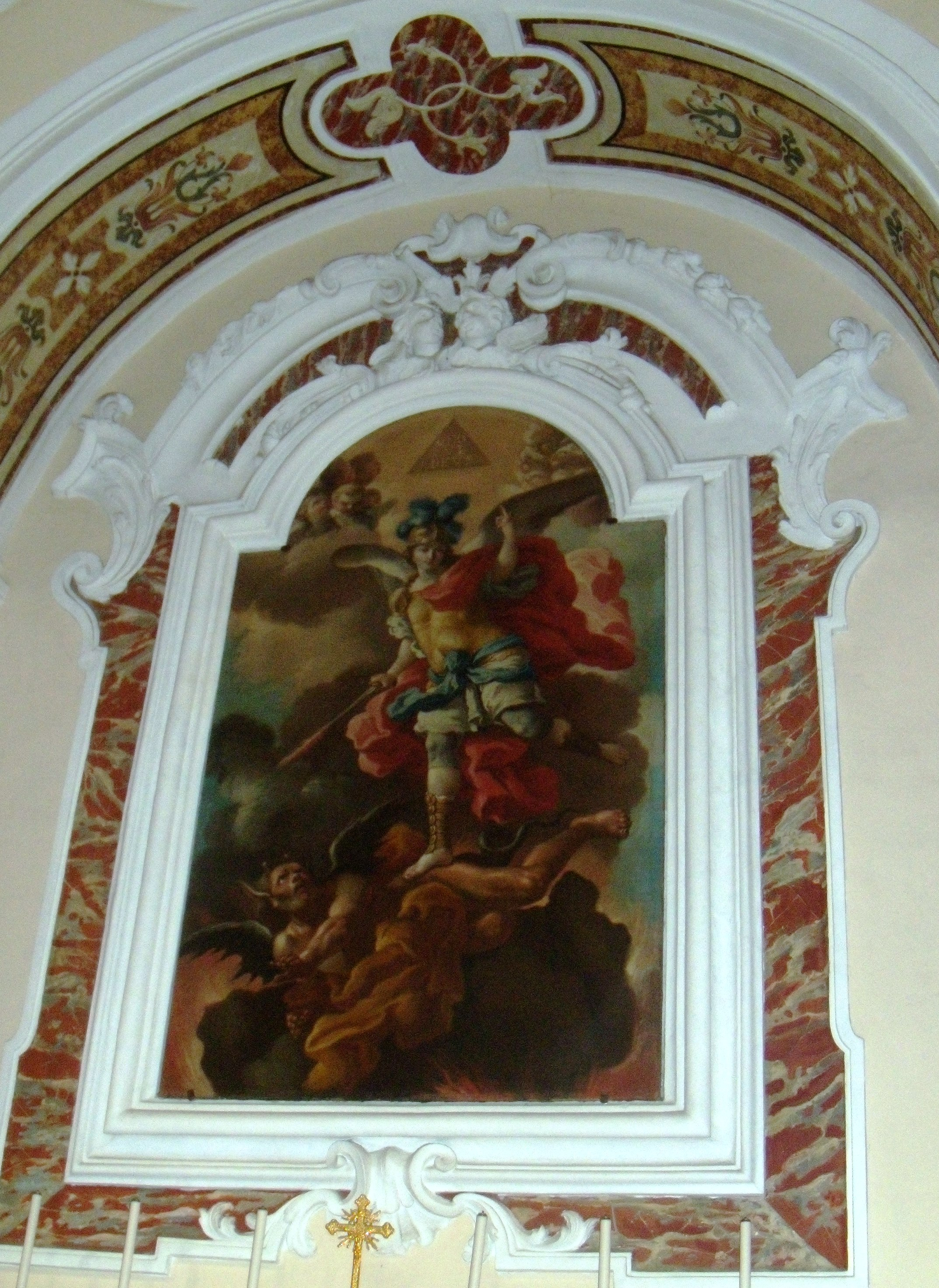
La tela di San Michele Arcangelo nella cattedrale di Cerreto Sannita commissionata dal vescovo Filiberto Pascale.

Filiberto Pascale (11 gennaio 1722 – 20 febbraio 1788) è stato un vescovo cattolico italiano.

## Biografia
Originario della diocesi di Ostuni, il 17 aprile 1745 fu ordinato sacerdote.
In giovane età lavorò per il cardinale Lazzaro Opizio Pallavicini che era nunzio apostolico a Napoli. Pallavicini raccomandò al Sommo Pontefice la nomina di Pascale alla cattedrale vescovile di Cerreto Sannita ma costui, a causa della sua umiltà e della sua estrema modestia, all'inizio fu contrario all'eccitazione della nomina. Solo successivamente accettò l'incarico e l'11 dicembre del 1771 fece la sua solenne entrata in Cerreto Sannita.
Durante il suo episcopato curò l'abbellimento della cattedrale di Cerreto dove ordinò il rifacimento in marmo di alcuni altari lignei, fece eseguire a sue spese la tela dell'Ultima Cena che ancora oggi è conservata nella cappella del Santissimo Sacramento, acquistò nuovi abiti pontificali, un calice di argento e un pastorale anche di argento. Il vescovo, inoltre, solennizzò la festa di San Michele Arcangelo facendo eseguire anche il relativo quadro conservato tuttora nell'ultima cappella della navata sinistra, commissionò l'altare in marmo della cappella del Sacrario, la cattedra unitamente al sovrastante baldacchino e gli affreschi del presbiterio.
Giovanni Rossi nel suo Catalogo de' Vescovi riserva un particolare elogio a questo vescovo, scrivendo che a distanza di tanti anni la gente ancora ricordava "le sue beneficenze, quella rara pietà che lo rese padre dei poveri, la gloria dell'episcopato". Un altro scrittore coevo, il cerretese Pietro Iuliani, nella sua orazione De Telesinae Ecclesiae dignitate et praestantia affermava che era un vescovo molto umano ed esemplare.
Nell'ultimo anno della sua vita una grave febbre epidemica colpì la sua diocesi. Egli fece tutto il possibile per aiutare le persone contagiate e in particolar modo quelle povere, arrivando persino a privarsi della sua biancheria e del suo letto che diede ai più indigenti. Il vescovo Pascale "estenuato dalle continue astinenze, patimenti e fatiche", assalito egli stesso dall'epidemia che in quell'anno imperversava, chiuse la sua vita terrena il 20 febbraio 1788.
Il suo corpo fu sepolto nella sepoltura dei vescovi della cattedrale di Cerreto Sannita dove tuttora riposa.

## Genealogia episcopale
La genealogia episcopale è:
- Cardinale Scipione Rebiba
- Cardinale Giulio Antonio Santori
- Cardinale Girolamo Bernerio, O.P.
- Arcivescovo Galeazzo Sanvitale
- Cardinale Ludovico Ludovisi
- Cardinale Luigi Caetani
- Cardinale Ulderico Carpegna
- Cardinale Paluzzo Paluzzi Altieri degli Albertoni
- Cardinale Gaspare Carpegna
- Cardinale Fabrizio Paolucci
- Cardinale Francesco Barberini
- Cardinale Annibale Albani
- Cardinale Federico Marcello Lante Montefeltro della Rovere
- Cardinale Lazzaro Opizio Pallavicini
- Vescovo Filiberto Pascale